# Monastère Saint-Jean-Baptiste de Moscopole
Le monastère Saint-Jean-Baptiste de Moscopole (albanais : Manastiri i Shën Prodhromit ; grec moderne : Μονή Αγίου Ιωάννου του Προδρόμου) est un monastère orthodoxe situé dans le village de Moscopole, en Albanie.

## Historique et description

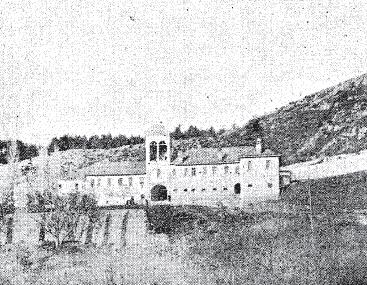
Le monastère au début du XXe siècle.

D'après l'inscription du donateur, l'église du monastère est construite en 1632 et peinte en 1659. Le monastère est aujourd'hui protégé au titre des Monuments culturels d'Albanie. Le monastère comprend l'église et deux autres bâtiments. L'église mesure 17 × 7.65 × 9 mètres. Ses fresques, inscrites sur des éléments de fer et de calcaire, sont en bon état de conservation. L'église est décorée avec des carreaux typiques de la région.